# غراهام بوني
غراهام بوني (بالإنجليزية: Graham Bonney)‏ هو كاتب أغاني وموسيقي ومغني وممثل بريطاني، ولد في 2 يونيو 1943 في لندن الكبرى في المملكة المتحدة.

## وصلات خارجية
- غراهام بوني على موقع IMDb (الإنجليزية)
- غراهام بوني على موقع ميوزك برينز (الإنجليزية)
- غراهام بوني على موقع أول ميوزيك (الإنجليزية)
- غراهام بوني على موقع ديسكوغز (الإنجليزية)
- غراهام بوني على موقع قاعدة بيانات الفيلم (الإنجليزية)